# Конвэй, Салли
Салли Конвэй (англ. Sally Conway; род. 1 февраля 1987, Бристоль) — британская дзюдоистка. призёр летних Олимпийских игр 2016 года и чемпионата мира 2019 года.

## Биография
Родилась в 1987 году в Шотландии.
В 2006 году она завоевала серебряную медаль на чемпионате мира среди юниоров, уступив в финале японской спортсменке Харуне Кавасиме.
На чемпионате Европы 2012 года она заняла итоговое пятое место. Приняла участие в летних Олимпийских играх в Лондоне, где стала девятой.
В 2016 году приняла участие в Олимпийском турнире, в весовой категории до 70 кг, она завоевала бронзовую медаль.
На чемпионате Европы 2018 года в Израиле, в весовой категории до 70 кг, завоевала серебряную медаль.
На предолимпийском чемпионате мира 2019 года, который проходил в Токио, завоевала бронзовую медаль, в поединке за бронзу одолела австрийскую спортсменку Михаэлу Поллерс .